# Emmanuel Moire
Pour les articles homonymes, voir Moire (homonymie).
Emmanuel Moire, né le 16 juin 1979 au Mans dans la Sarthe, est un chanteur, auteur-compositeur et acteur français.
De 2004 à 2007, il incarne le souverain français Louis XIV dans la comédie musicale Le Roi Soleil, qui le fait connaître du grand public. Il incarne ensuite Emcee dans la comédie musicale Cabaret de 2011 à 2012. Il a publié cinq albums solo.
En décembre 2012, il remporte la troisième saison de l'émission télévisée Danse avec les stars.

## Biographie

### Formation musicale et débuts
Passionné de musique depuis sa petite enfance, Emmanuel Moire, garçon timide et réservé, grandit auprès de son frère jumeau Nicolas au gré des enseignements de chant classique et des stages de formation d'auteur-compositeur-interprète. Il suit des cours de chant et de musique au Conservatoire du Mans ainsi que plusieurs coachings chant au Studio des Variétés avec Sarah Sanders.
Parallèlement aux cours de musique, il obtient son baccalauréat économique et social, avec la mention « Bien ». Il entame des études en faculté de géographie jusqu'au DEUG au sein de l'université du Mans, dont il fera partie des chœurs. En 2000, à 21 ans, il est sélectionné pour participer aux seizièmes rencontres d'Astaffort, un stage d'auteur-compositeur-interprète organisé par l'association Voix du sud, présidée par Francis Cabrel.
Artiste éclectique, le Sarthois pratique le chant et le piano et est en même temps professeur de chant dans une école de musique. Au Mans, il se produit entre 2000 et 2004 dans plusieurs formations telles Cabaret Le Pâtis, Association « La flambée de l'Épau » Chœur de l'université du Maine. À cette époque, il participe à On n'oublie rien, un spectacle musical autour des chansons de Jacques Brel, et Les chattes hurlantes avec la troupe Utopium Théâtre.

### Le Roi Soleil(2004-2007)

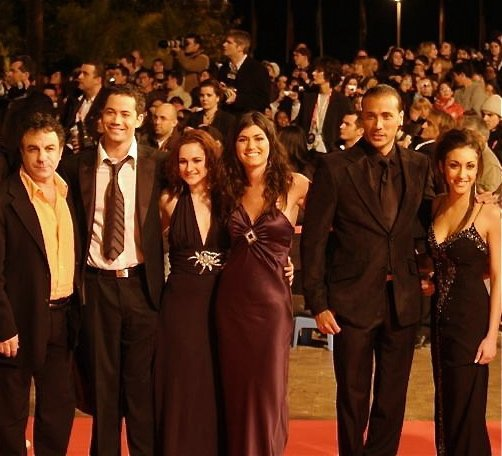
La troupe de la comédie musicale aux NRJ Music Awards 2006.

Après avoir été recalé aux castings des comédies musicales Les Mille et Une Vies d'Ali Baba, Autant en emporte le vent et Belles belles belles,, Emmanuel Moire est choisi en 2004 pour interpréter le rôle de Louis XIV dans la comédie musicale Le Roi Soleil, produite par Dove Attia et Albert Cohen avec une mise en scène de Kamel Ouali. L'album du spectacle et les singles Être à la hauteur, Je fais de toi mon essentiel et Tant qu'on rêve encore qu'il interprète, se hissent en tête des ventes et révèlent Emmanuel Moire au grand public, tout comme le chanteur Christophe Maé, qui joue à ses côtés le rôle de Philippe d'Orléans, frère de Louis XIV.
Après le premier showcase du Roi Soleil en avril 2005, il multiplie entrevues radio, plateaux télévisés et concerts. Il se produit chaque soir sur la scène du Palais des sports de Paris à partir du 22 septembre 2005. La comédie musicale part en tournée à partir de janvier 2006, avec au total plus de 400 représentations en France, en Belgique et en Suisse. Le spectacle remporte deux NRJ Music Awards en 2006 et en 2007 en tant que Groupe/Troupe/Duo francophone de l'année.
Après une première année de tournée, et au vu du succès du spectacle, toute la troupe revient sur la scène du Palais des sports le 22 septembre 2006, et ce, pour plusieurs mois, puis pour une nouvelle tournée qui se terminera le 8 juillet 2007 à Bercy.
À la rentrée 2006, le chanteur manceau participe à la chanson L'Or de nos vies du collectif Fight Aids Monaco, pour lutter contre le sida.

### DuSourireàL'Équilibre(2006-2010)

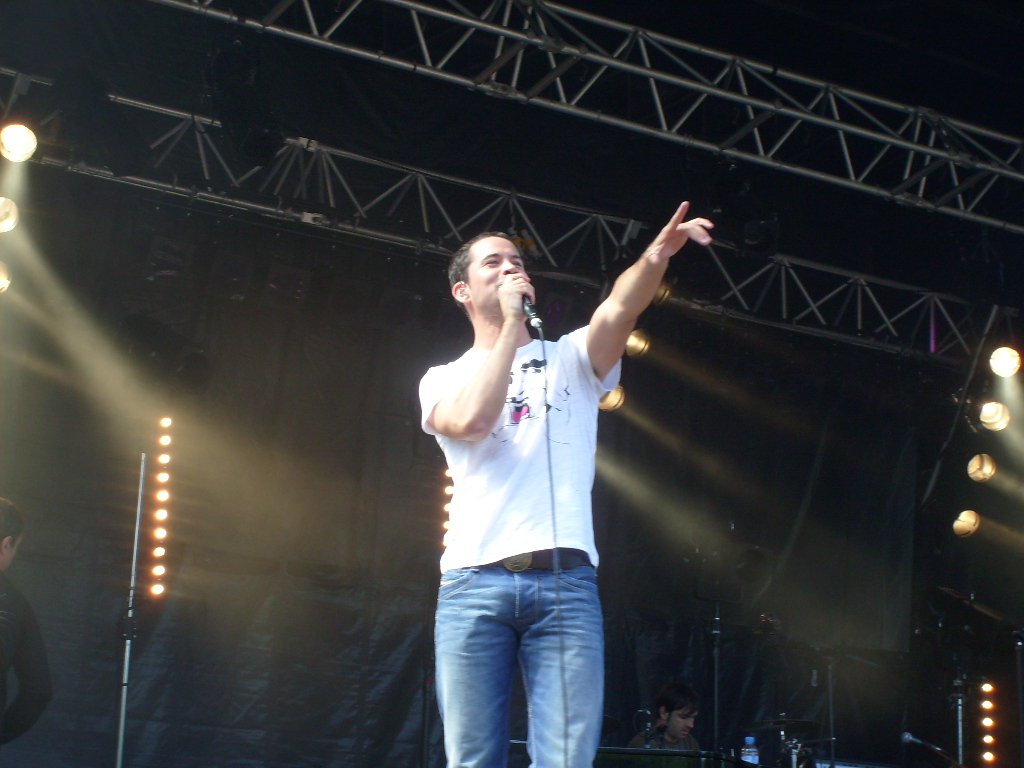
Emmanuel Moire au printemps 2008.

Son premier album, (Là) où je pars, sort le 13 novembre 2006, porté par le single Le Sourire (no 7 au Top 50). Réalisé par Pierre Jaconelli et Davide Esposito, l'album s'écoule à 200 000 copies et est certifié disque de platine. Emmanuel Moire compose cinq titres de cet opus (dont Le Sourire) et s'entoure de compositeurs renommés, comme William Rousseau et Rod Janois, les textes étant majoritairement signés par son ami Yann Guillon.

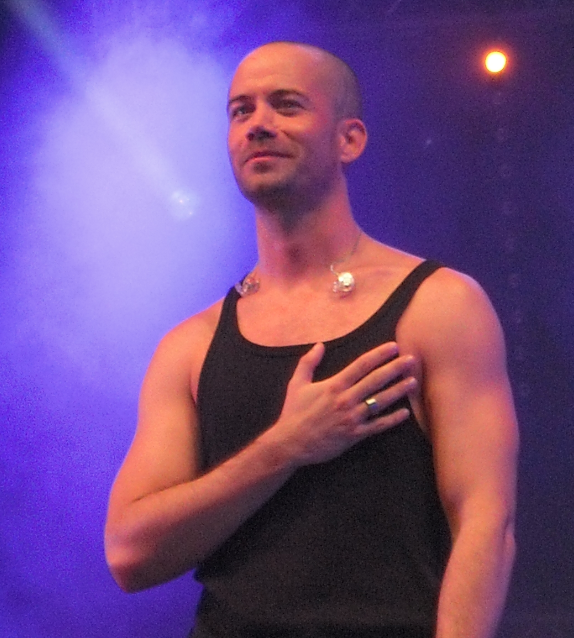
Emmanuel Moire en concert, en juillet 2010.

Le 1er septembre 2007, au Festival de Sopot en Pologne où il interprète son titre Ça me fait du bien (une adaptation en français du titre A good day de Lou Cowell), il finit premier dans la catégorie Chanteurs internationaux, notamment face à Thierry Amiel.
De novembre à décembre 2007, le chanteur repart sur les routes de France pour une tournée de cinquante dates. Alors qu'il doit rejoindre la troupe des Enfoirés 2008, un accident mi-janvier l'en empêche,.
Il travaille alors à l'adaptation musicale du roman Les Trois Mousquetaires d'Alexandre Dumas lors du premier semestre 2009, en composant les titres de celle-ci. Cependant, ce projet est arrêté avant sa concrétisation.
Le 13 avril 2009, sort son second album, L'Équilibre, qui aborde un style plus électro-pop. Trois singles sont extraits : Adulte & sexy (classé no 9 au Top 50), Sans dire un mot (no 11) et Promis. C'est, selon lui, un album plus mature et plus personnel que le premier. En effet, il compose cette fois la totalité des titres, et les paroles sont écrites exclusivement par Yann Guillon (à l'exception de la chanson Habillez-moi, écrite par Doriand et Claire Joseph). Ce virage musical lui permet de conquérir un public plus adulte et plus mature que sur la première tournée. Il dédie l'album à son frère jumeau Nicolas, décédé en janvier, avec notamment le titre Sois tranquille dans lequel il prête sa voix à celui-ci. L'Équilibre est certifié disque d'or en juin 2010. S'ensuit à nouveau une tournée française de cinquante dates, qui prend fin en septembre 2010.

### Cabaret,Danse avec les starsetLe Chemin(2011-2014)
En mai 2011, alors qu'Emmanuel Moire est en préparation de son 3e album, son label musical Warner rompt son contrat.
Le 9 juin 2011, il annonce avoir été engagé pour la comédie musicale Cabaret. À partir du 6 octobre 2011, il incarne l'extravagant et bisexuel maître de cérémonie du Kit kat club, Emcee. Cabaret se joue pour 90 représentations au théâtre Marigny, suivies d'une tournée à partir du mois de janvier 2012. Cette même comédie musicale avait déjà été jouée à Paris entre octobre 2006 et janvier 2008 et avait emmené Cabaret jusqu'aux Molières 2007 et 2008, avec un total de 7 nominations. Le chanteur rejoint donc l'équipe déjà formée lors des précédentes représentations, dont font partie Catherine Arditi, Geoffroy Guerrier ou Claire Pérot. Il reprend ainsi le rôle précédemment joué par le comédien Fabian Richard.
La version 2011 de Cabaret rencontre rapidement le succès. Le travail des comédiens est également salué par la presse,,. Le spectacle est nommé aux Globes de cristal en 2012. La tournée s'achève en avril 2012, après avoir parcouru les Zéniths de France.
En septembre 2012, il est sélectionné pour faire partie du casting de la 3e saison de l'émission Danse avec les stars aux côtés de Fauve Hautot. Déjà pressenti pour la 2e saison, le chanteur avait décliné l'offre de TF1 pour se consacrer à Cabaret. Lors du 2e prime time, il rend hommage à son frère jumeau décédé en dansant sur le titre qu'il avait composé en sa mémoire, Sois tranquille. La chanson fait le buzz et entre directement à la 1re place des ventes de téléchargements sur le site Amazon. Il remporte la compétition le 1er décembre 2012, face à Amel Bent et Taïg Khris.
Le 14 décembre 2012, l'album Génération Goldman, sur lequel il participe avec le titre Au bout de mes rêves en duo avec Amandine Bourgeois, est certifié disque de diamant moins d'un mois après sa sortie. Il partage la chanson Juste après avec Pauline sur Génération Goldman volume 2 huit mois plus tard.
Le 14 janvier 2013, la presse annonce sa signature chez Mercury, filiale d'Universal Music Group, avec qui il est dorénavant sous contrat. Précédé par le premier extrait Beau Malheur, l'album Le Chemin sort le 29 avril 2013. Décrit comme plus personnel, il est composé par Emmanuel Moire lui-même. Co-réalisés par celui-ci et Ninjamix, tous les titres sont écrits par son complice Yann Guillon hormis Je ne sais rien et Le jour écrits par le tandem Guillon-Moire. Le chanteur y retrace le parcours de ces quatre dernières années.
no 1 des ventes dès sa sortie, l'album est certifié double disque de platine.
Il entame à l'automne 2013 Sur le chemin,,, une tournée qui se prolonge jusqu'à mi-2014, incluant trois dates à l'Olympia,.
Durant cette période, il participe au single Pour une vie, pour un rêve au profit de l'organisation Unitaid, à l'album de duos Et nous voilà de Nicolas Peyrac, a celui de Jean-Félix Lalanne (Une voix, une guitare), à Forever Gentlemen, à la compilation We Love Disney et au projet caritatif Kiss & Love. Il écrit également le titre Depuis peu sur l'opus Une vie par jour d'Olympe distribué en avril 2014.
Il participe à l'édition 2014 des Enfoirés,.

### La RencontreetOdyssée(2015-2019)
En mai 2015, sort le single Bienvenue, extrait du quatrième album intitulé La Rencontre. Paru le 28 août, l'album atteint la seconde place des classements français et belge et est certifié disque d'or. Une nouvelle tournée débute le 9 avril 2016. Il réitère l'expérience des concerts des Enfoirés en 2015 et 2016.
Il compose deux titres pour l'album Au-delà des maux de Chimène Badi. Le 8 janvier 2016, il reprend Le Chanteur pour l'album Balavoine(s).
En octobre 2017, le chanteur se sépare de son manager, Olivier Ottin, après 8 ans de collaboration.
En avril 2018, sort le titre Et si on parlait d'amour, écrit et composé par le chanteur avec ses musiciens de tournée, annonçant un nouveau son. En octobre, sort un second titre, La Promesse, qui concourt à l'émission Destination Eurovision en janvier 2019, afin de représenter la France au concours Eurovision de la chanson 2019. Les deux chansons sont extraites du cinquième album intitulé Odyssée édité le 15 février 2019,, et qui comprend le titre Des mots à offrir, écrit par Jean-Jacques Goldman.
Le 19 décembre 2018, il fait partie des 70 célébrités qui se mobilisent à l'appel de l'association Urgence Homophobie, avec la chanson De l'amour,,.
En juin 2019, c'est le titre Le Héros qui est choisi comme troisième single.

### Demain nous appartient(depuis 2021)
À compter du 8 juillet 2021, Emmanuel Moire intègre la série Demain nous appartient, diffusée sur TF1. Il interprète le rôle de François Lehaut, un professeur de français dans les épisodes diffusés à partir de septembre 2021.

### Le filmLa Nuit d'Hestiaet le singleSois un homme(2024)
À l'occasion du Nikon Film Festival, en mars 2024, Adrian Vanouche, Marion Gallet et Emmanuel Moire dévoilent le court-métrage La Nuit d'Hestia dans lequel Emmanuel Moire signe la composition musicale. Le 20 mars 2024, le film est sélectionné parmi les 50 finalistes du Nikon Film Festival et, le 27 avril 2024, lors d'une cérémonie au Grand Rex, La Nuit d'Hestia remporte le prix international. 
Le 12 mars 2024, il annonce la sortie d'un nouveau single Sois un homme, prévu le 12 avril 2024, mais aussi sa signature chez Play Two & Indifférence Prod pour la suite de sa carrière.

### Le retour dans la comédie musicale:Le Roi Soleil
Le 4 décembre 2024, Le Parisien annonce le retour d'Emmanuel Moire dans le rôle titulaire du Roi Soleil comme 20 ans auparavant. Il incarnera le souverain à partir de décembre 2025 d'abord au Dôme de Paris ou Palais des sports puis lors de la tournée qui suivra en 2026.

## Vie privée
Le 12 janvier 2009, son frère jumeau Nicolas Moire est percuté par un chauffard et se trouve plongé dans un coma profond. Il succombe à ses blessures le 28 janvier 2009,,,.
Dans un entretien au magazine Têtu de novembre 2009, Emmanuel Moire fait son coming out gay en dépit de ce que certaines personnes lui conseillent, arguant que cela pourrait nuire à sa carrière. Il déclare, quelques mois plus tard, ne regretter en rien cette déclaration.

## Discographie

### Singles

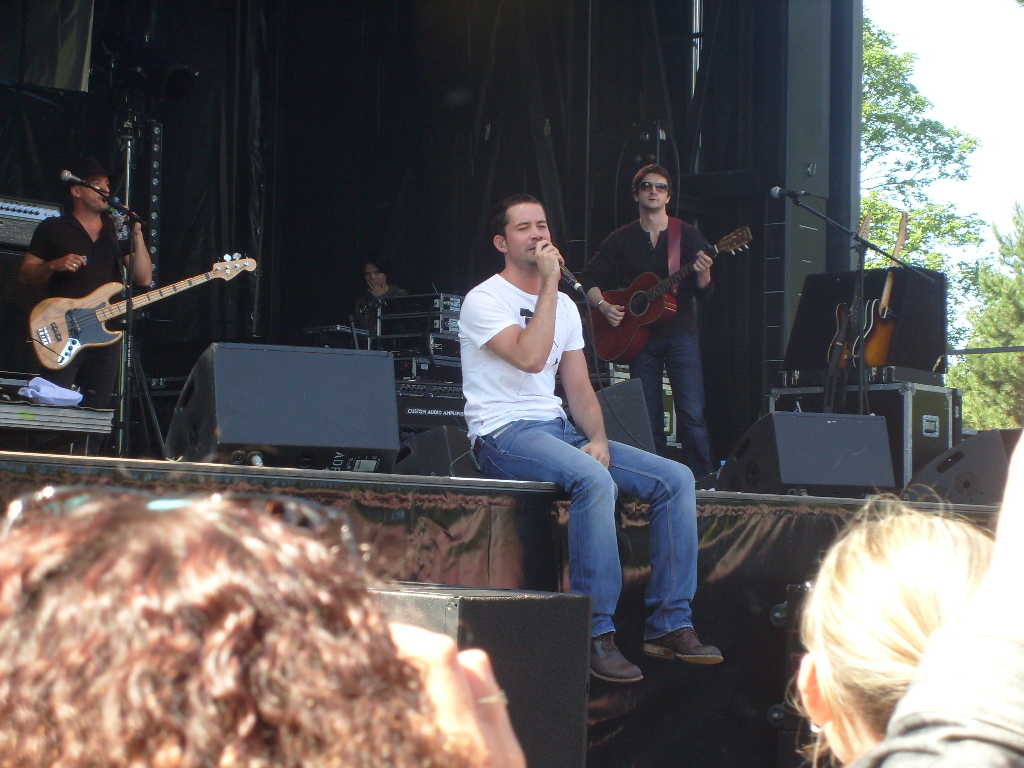
Emmanuel Moire en concert à Dunkerque.

| Année | Titre                                        | Classement des ventes | Classement des ventes | Classement des ventes | Album              |
| Année | Titre                                        | FR                    | FR TL                 | BEL/Wa                | Album              |
| ----- | -------------------------------------------- | --------------------- | --------------------- | --------------------- | ------------------ |
| 2004  | Être à la hauteur                            | 9                     |                       | 19                    | Le Roi Soleil      |
| 2005  | Je fais de toi mon essentiel                 | 3                     | —                     | 7                     | Le Roi Soleil      |
| 2005  | La vie passe                                 | 28                    |                       | —                     | Le Roi Soleil      |
| 2006  | Le Sourire                                   | 7                     | 21                    | 31                    | (Là) où je pars    |
| 2007  | Ça me fait du bien                           | —                     | 46                    | —                     | (Là) où je pars    |
| 2007  | Là où je pars                                | —                     | —                     | —                     | (Là) où je pars    |
| 2008  | Si c'était ça la vie                         | —                     | —                     | —                     | (Là) où je pars    |
| 2009  | Adulte & sexy                                | 9                     | 37                    | —                     | L'Équilibre        |
| 2009  | Sans dire un mot                             | 11                    | 40                    | —                     | L'Équilibre        |
| 2009  | Promis                                       | —                     | —                     | —                     | L'Équilibre        |
| 2012  | Sois tranquille                              | 21                    | 21                    | —                     | L'Équilibre        |
| 2012  | Au bout de mes rêves avec Amandine Bourgeois | 143                   | 143                   | —                     | Génération Goldman |
| 2013  | Beau Malheur,                                | 11                    | 11                    | 11                    | Le Chemin          |
| 2013  | Ne s'aimer que la nuit                       | 72                    | 72                    | 32                    | Le Chemin          |
| 2014  | Venir voir                                   | —                     | —                     | —                     | Le Chemin          |
| 2015  | Bienvenue                                    | 46                    | 46                    | 41                    | La Rencontre       |
| 2015  | Tout le monde                                | —                     | —                     | —                     | La Rencontre       |
| 2016  | Toujours debout                              | 163                   | 163                   | 34                    | La Rencontre       |
| 2016  | Le Chanteur                                  | 115                   | 115                   | —                     | Balavoine(s)       |
| 2018  | Et si on parlait d'amour                     | 24                    | 24                    | —                     | Odyssée            |
| 2018  | La Promesse                                  | 59                    | 59                    | —                     | Odyssée            |
| 2019  | Le Héros                                     |                       |                       | —                     | Odyssée            |
| 2024  | Sois un homme                                | —                     | —                     | —                     |                    |

### Participations
- 2005 : Le Roi Soleil
- 2006 : L'Or de nos vies
- 2007 : Le Roi Soleil : De Versailles à Monaco (Live)
- 2008 : Autour de la Guitare - 8e édition - Au Casino de Paris – DVD
- 2011 : Cabaret (nouvelle version)
- 2012 : Génération Goldman
- 2012 : Je reprends ma route (Les Voix de l'Enfant)
- 2013 : Notre liberté (Tour Restos du cœur belge)
- 2013 : Une voix, une guitare
- 2013 : Pour une vie, pour un rêve
- 2013 : Génération Goldman volume 2
- 2013 : Et vice versa en duo avec Nicolas Peyrac sur son album Et nous voilà !
- 2013 : Forever Gentlemen
- 2013 : We Love Disney
- 2013 : Tous en cœur (100 artistes s’engagent en musique pour l'enfance en danger)
- 2014-2016 : il participe aux Enfoirés
  - 2014 : Bon anniversaire les Enfoirés
  - 2015 : Sur la route des Enfoirés
  - 2016 : Au rendez-vous des Enfoirés
- 2014 : Une vie par jour d'Olympe[e]
- 2014 : Kiss & Love
- 2015 : Au-delà des maux de Chimène Badi[f]
- 2016 : Balavoine(s)
- 2018 : Sa raison d'être 2018 (Ensemble contre le Sida)
- 2018 : De l'amour (Urgence Homophobie)
- 2020 : Et demain ? (Collectif Et demain ?)
- 2021 : Noël et nous (Collectif Noël et nous)

## Filmographie
- Depuis 2021  : Demain nous appartient : François Lehaut, professeur de français
- 2024  : Court-métrage La Nuit d'Hestia : composition musicale du film réalisé par Adrian Vanouche.

## Doublage
- 2021 : Schmigadoon! : Dr Lopez (Jaime Camil) (voix chantée)

## Distinctions
| Année | Travail nommé  | Catégorie          | Résultat |
| ----- | -------------- | ------------------ | -------- |
| 2013  | Emmanuel Moire | Talent France Bleu | Lauréat  |